# Nahuel Benítez
Nahuel Carlos Benítez (Concordia, 10 aprile 1990) è un ex calciatore argentino, di ruolo attaccante.

## Caratteristiche tecniche
La sua miglior dote era la velocità con cui superava gli avversari in campo, essendo stato anche abile nell'uno contro uno.

## Carriera

### Club

#### Le giovanili e l'esordio al San Lorenzo
Nahuel Benítez inizia la carriera da calciatore nel 2003 quando viene acquistato dal club della sua città natìa, il Ferrocarril Concordia dove compie tutta la trafila delle giovanili. Durante la militanza nel club di Concordia, il Boca Juniors lo chiama per sostenere un periodo di prova, che suo malgrado non si rivela soddisfacente per gli osservatori del club di Buenos Aires. Nel 2007 il suo cartellino viene acquistato dall'Independiente, dove milita per due stagioni nella formazione primavera prima di trasferirsi, nel 2009, al San Lorenzo.
Nel 2010, esattamente il 21 novembre, compie il suo esordio in campionato da calciatore professionista in occasione del match con il River Plate. Realizza la sua prima rete in carriera il 22 febbraio 2011, durante la partita di Clausura con il Godoy Cruz. Ottiene la prima ammonizione in carriera, da calciatore professionista, in occasione della partita di campionato con l'Argentinos Juniors giocata il 26 febbraio 2012.

### Nazionale
Dal 2011 gioca in pianta stabile nella selezione Under-20 argentina.